# Lagynogaster destillatoria
Lagynogaster destillatoria är en tvåvingeart som beskrevs av Hermann 1917. Lagynogaster destillatoria ingår i släktet Lagynogaster och familjen rovflugor. Inga underarter finns listade i Catalogue of Life.